# Crack (gruppo musicale)
Crack è stato un gruppo rock progressivo spagnolo originario di Gijón, nelle Asturie, attivo tra il 1978 e il 1980. Pur avendo avuto una carriera molto breve, la band ha lasciato un'impronta significativa nella scena musicale nazionale grazie al loro unico album, Si Todo Hiciera Crack (1979), unanimemente considerato uno dei capolavori del rock progressivo spagnolo. Il gruppo apparteneva a quella generazione di musicisti che animò il periodo d'oro del genere alla fine degli anni Settanta, affrontando numerose difficoltà economiche e scegliendo di preservare la propria creatività piuttosto che piegarsi alle logiche commerciali delle radio. Tra gli ostacoli principali vi furono attrezzature tecniche spesso inadeguate, il cambiamento dei gusti del pubblico, le restrizioni imposte dall'industria musicale e dalle case discografiche, oltre a divergenze interne, fattori che portarono allo scioglimento prematuro della band.

## Storia
Il gruppo si formò nel 1977 come quartetto privo di chitarra elettrica. Sul finire dello stesso anno, Mento Hevia, insieme al bassista originale Vidal Antón e al batterista Manolo Jiménez, riallacciò i rapporti con Alberto Fontaneda, conosciuto ai tempi della facoltà di giurisprudenza di Oviedo. Durante la lavorazione di "Marchando una del Cid", la band era alla ricerca di un cantante e di un flautista. Iniziò così un'intensa attività di prove e concerti, cogliendo ogni occasione per esibirsi dal vivo. L'ingresso di Rafael Rodríguez alla chitarra arricchì il suono del gruppo e, successivamente, Álex Cabal subentrò a Vidal Antón al basso, il tutto in un clima collaborativo e sereno.
Nel 1979, Crack registrò il suo unico album, Si Todo Hiciera Crack, presso gli studi Audiofilm di Madrid per l'etichetta Chapa Discos. La realizzazione avvenne in soli cinque giorni a causa di ristrettezze di budget. Nonostante l'elevato valore artistico del disco, la scarsa promozione e la crescente popolarità della "Movida madrileña" — una scena musicale più commerciale — contribuirono allo scioglimento del gruppo nel marzo 1980.

## Si Todo Hiciera Crack
L'album, inciso nel 1979, è un punto di riferimento per il rock progressivo iberico e si distingue per la ricchezza degli arrangiamenti e la sintesi tra influenze britanniche (Genesis, Jethro Tull, Camel) e italiane (Premiata Forneria Marconi), reinterpretate attraverso una sensibilità spagnola. La tracklist comprende sette brani, ciascuno con una propria identità:
- Descenso en el Mahëllstrom[3][4](5:27): introduzione strumentale con flauto e pianoforte in evidenza. Ispirato a un racconto di Edgar Allan Poe, descrive la lotta di un uomo per sopravvivere a un naufragio in un enorme vortice.
- Amantes de la Irrealidad[3] (6:15): melodia evocativa, arricchita da voci maschili e femminili e da atmosfere sinfoniche.
- Cobarde o Desertor[3](4:56): episodio di grande intensità emotiva, con accenti folk e jazz.
- Buenos Deseos[3](3:54): breve composizione dal tono emotivo.
- Marchando Una del Cid[3][4] (7:45): brano epico con suggestioni medievali e uso marcato di flauto e percussioni.  Composizione epica, basata sull'esilio e gli ultimi giorni di Rodrigo Díaz de Vivar, detto El Cid, protagonista del "Cantar de mio Cid".
- Si Todo Hiciera Crack[3](10:11):  La traccia che dà il titolo all'album utilizza la metafora di un criceto che corre in tondo per affrontare temi esistenziali ed è caratterizzata da frequenti alternanze vocali e strumentali.
- Epílogo[3] (2:19): chiusura malinconica e riflessiva.

## Stile musicale
La musica dei Crack, prevalentemente strumentale e ancorata alla tradizione del rock progressivo sinfonico, si caratterizza per la complessità delle composizioni, prive di ritornelli ripetitivi e sviluppate secondo una struttura lineare e fluida. L'interazione tra mellotron, pianoforte, chitarra e flauto crea atmosfere calde e sognanti, dando vita a un universo sonoro originale che fonde influenze europee con una forte identità locale. I brani si distinguono per lunghi passaggi strumentali, ritmi irregolari, timbri peculiari ed effetti di sintetizzatore. La band poneva particolare attenzione alla melodia e alle sfumature interpretative, con testi spesso incentrati sulla libertà e su temi bucolici. Crack definiva la propria musica "impressionistica", citando tra le influenze armoniche anche Debussy e Ravel.
Nonostante la brevità della carriera, il gruppo è riconosciuto come una delle realtà più creative e originali del rock progressivo spagnolo. Si Todo Hiciera Crack è stato ristampato più volte, anche in Giappone e Corea del Sud, e continua a essere molto apprezzato dagli appassionati del genere per il suo valore artistico e la sua unicità.